# Antoine Cellard
Antoine Cellard (* 21. März 1912 in Lyon; † 14. Oktober 2006 in Marseille) war ein französischer Fußballspieler.

## Karriere
Cellard lief von 1926 bis 1928 als Amateurspieler für Lyon Olympique Universitaire auf. Von dort aus wechselte der Linksaußen 1928 zu Olympique Alès. 1929 gelang der Aufstieg in die Division d’Honneur, die die höchste, aber dennoch regional organisierte, Amateurliga darstellte. Mit seiner Mannschaft schaffte der Spieler die Qualifikation für die Division 1, die 1932 als höchste Spielklasse Gesamtfrankreichs eingeführt wurde und den Profifußball auf nationaler Ebene begründete.
Im Verlauf der Saison 1932/33 kam Cellard als Stammspieler in der neugegründeten Liga zum Einsatz und erzielte dabei sechs Tore in 16 Partien, was die Mannschaft allerdings nicht vor dem Abstieg als Gruppenletzter in der damals noch zweigleisigen Liga retten konnte. Dadurch zählte der Klub in der Spielzeit 1933/34 zu den Begründern der Division 2, die ein Jahr nach der Division 1 als zweite Liga geschaffen wurde. 1934 gelang der direkte Wiederaufstieg in die oberste Spielklasse, die mittlerweile zu einer Gruppe zusammengefasst worden war. Anschließend zählte Cellard nicht mehr zu den Leistungsträgern und stand zwischen 1934 und 1936 etwa rund bei der Hälfte der Partien auf dem Platz; Ein- und Auswechslungen waren damals nicht möglich. 
Auch wenn Alès 1936 erneut den Gang in die Zweitklassigkeit antreten musste, konnte der Offensivspieler in der Liga verbleiben, da er im SC Fives einen neuen Arbeitgeber fand. Er bestritt acht Ligaspiele und schoss zwei Tore für die Nordfranzosen, bevor ihn 1937 eine Beinverletzung, die er sich bei einem Spiel zugezogen hatte, zur Beendigung seiner Laufbahn zwang; in deren Verlauf hatte Cellard 55 Erstligapartien bestritten und dabei 15 Treffer erzielt.